# Psolidocnus sacculus
Psolidocnus sacculus är en sjögurkeart som beskrevs av Pawson 1983. Psolidocnus sacculus ingår i släktet Psolidocnus och familjen korvsjögurkor. Inga underarter finns listade i Catalogue of Life.